# Cơ học lý thuyết
Cơ học lý thuyết (Tên tiếng Anh: Classical Mechanic) là môn học nghiên cứu về cơ học bằng các phương tiện toán học như: giải tích vector, vi phân, đạo hàm,...
Các nội dung chính của Cơ học lý thuyết là: Tĩnh học; Dao động; Bảo toàn năng lượng và động lượng; Lực xuyên tâm; Moment động lượng; Hệ quy chiếu không quán tính; Động học; Động lực học; Thuyết tương đối tổng quát;…
Cơ học là  khi có lực tác dụng vào vật và vật chuyển dời theo phương không vuông góc với phương của lực.

## Bổ túc
- Vật lý thực nghiệm